# Kafr Manda
Kafr Manda (in arabo كفر مندا‎?; in ebraico כפר מנדא‎?) è un consiglio locale situato nel distretto Settentrionale, in Israele, sul versante del monte Atzmon, nella regione della Bassa Galilea. La popolazione è costituita da arabi palestinesi.

## Società
La popolazione è costituita per la quasi totalità da arabi palestinesi di religione musulmana sunnita. Una componente cospicua è rappresentata da beduini della tribù Ziadnah.